# Ishy Bilady
"Ishy Bilady" (tiếng Ả Rập: عيشي بلادي, n.đ. 'Tổ quốc tôi muôn năm') Là quốc ca của Các Tiểu vương quốc Ả Rập Thống nhất (UAE) (tiếng Ả Rập: النشيد الوطني الإماراتي, đã Latinh hoá: an-Nashīd al-Waṭanī al-ʾImārātī, n.đ. '"Quốc ca Các Tiểu vương quốc Ả Rập Thống nhất"'). Nó được chính thức chấp nhận làm quốc ca của UAE sau khi quốc gia này được thành lập vào năm 1971.

## Lịch sử
Sau khi UAE được thành lập vào năm 1971, Saʿad ʿAbdil Wahāb, một nhà soạn nhạc người Ả Rập, đồng thời là tác giả của những bài quốc ca của các nước Ả Rập khác, đã phổ nhạc cho "ʿĪshī Bilādī" trong cùng năm đó; tuy nhiên, bài quốc ca này không có lời cho đến năm 1986, khi phần lời được sáng tác bởi ʿĀrif al-Shaykh.
Vào tháng 11 năm 2018, một dàn xướng hợp gồm 190 ca sĩ đến từ nhiều nơi khác nhau trong UAE đã hát "ʿĪshī Bilādī" như một phần trong Triển lãm thế giới năm 2020 sẽ được tổ chức tại Dubai, đánh dấu 47 năm ngày Quốc khánh vào ngày 2 tháng 12. Buổi biểu diễn được quay bởi Nāyla al-Khāja, nữ đạo diễn và nhà sản xuất phim đầu tiên của đất nước.

## Lời bài hát

### Lờitiếng Ả Rập
| Bảng chữ cái Ả Rập | Latinh hóa tiếng Ả Rập | Phiên âm (IPA) |
| عِيشِي بِلَادِي عَاشْ اِتَحَادُ إِمَارَاتِنَا عِشْتِ لِشْعَبٍ دِينُهُ الْإِسْلَامُ هَدِيهُ الْقُرْآنُ حَصْنَتُكَ بِاسْمِ اللهْ يَا وَطَنْ بِلَادِي بِلَادِي بِلَادِي بِلَادِي حَمَاكِ الْإِلٰهُ شُرُورَ الْزَّمَانْ أَقْسَمْنَا أَنْ نَبْنِي نَعْمَلْ نَعْمَلْ نُخْلِصْ نَعْمَلْ نُخْلِصْ مَهْمَا عَشْنَا نُخْلِصْ نُخْلِصْ دَامْ اَلْأَمَانْ وَعَاشْ اَلْعَلَمْ يَا إِمَارَاتِنَا رَمْزُ الْعَرُوبَةِ كُلُّنَا نَفْدِيكِ بِالْدِّمَاءْ نَرْوِيكِ نَفْدِيكِ بِالْأَرْوَاحِ يَا وَطَنْ | ʿĪšī bilādī ʿaš itaḥādu ʾimārātinā ʿIšti lišʿabin dīnuhu l-ʾislāmu hadīhu l-qurʾānu Ḥaṣnatuka bismillah yā waṭan Bilādī bilādī bilādī bilādī Ḥamāki l-ʾilāhu šurūra z-zamān ʾAqsamnā ʾan nabnī naʿmal Naʿmal nuxliṣ naʿmal nuxliṣ Mahmā ʿašna nuxliṣ nuxliṣ Dām al-ʾamān wa ʿāš al-ʿalam yā ʾimārātinā Ramzu l-ʿarūbati Kullunā nafdīki bid-dimāʾ narwīki Nafdīka bil-ʾarwāḥi yā waṭan | /ʕijʃij bilaːdij ʕaʃ itaħaːdu ʔimaːraːtinaː/ /ʕiʃti liʃʕabin dijnuhul ʔislaːmu hadijhul qurʔaːnu/ /ħasˁnatuka bismilːah jaː watˁan/ /bilaːdij bilaːdij bilaːdij bilaːdij/ /ħamaːki lʔilaːhu ʃuruwra zːamaːn/ /ʔaqsamnaː ʔan nabnij naʕmal/ /naʕmal nuxlisˁ naʕmal nuxlisˁ/ /mahmaː ʕaʃna nuxlisˁ nuxlisˁ/ /daːm alʔamaːn wa ʕaːʃ alʕalam jaː ʔimaːraːtinaː/ /ramzul ʕaruwbati/ /kulːunaː nafdijki bidimaːʔ narwijki/ /nafdijka bilʔarwaːħi jaː watˁan/ |

### Lược dịch tiếng Việt
Muôn năm Tổ quốc tôi, Các Tiểu vương quốc thống nhất của chúng ta.
Người là một quốc gia Hồi giáo, sống theo sự chỉ dẫn của kinh Qur'an.
Hãy cùng làm rạng danh Đấng Allah của chúng ta, quê hương ơi!
Tổ quốc tôi, tổ quốc tôi, tổ quốc tôi, tổ quốc tôi.
Đấng Allah bảo vệ Người khỏi nghịch cảnh thời gian.
Chúng ta nguyện xây dựng vào lao động –
Lao động chăm chỉ, lao động chăm chỉ!
Cho đến khi trút hơi thở cuối cùng, chúng ta vẫn mãi chăm chỉ.
Đất nước yên bình từ bao đời nay, để lá cờ này vẫn còn tung bay. Ôi! Các Tiểu vương quốc của chúng ta
Biểu tượng của Chủ nghĩa Ả Rập:
Chúng ta sẵn sàng hy sinh và đổ máu vì người;
Linh hồn chúng ta hy sinh vì Người, quê hương ơi!